# Снук-Хюргронье, Христиан
Христиа́н Снук-Хюргронье́ (Christiaan Snouck Hurgronje) — нидерландский ориенталист, исламовед и путешественник.

## Биография
Дипломированный теолог, был лектором исламского права в Лейденской семинарии для чиновников Нидерландской Индии. В 1884 году предпринял научное путешествие в Аравию и провёл целый год в Джидде и Мекке под видом мусульманского законоведа. Результаты этого путешествия он изложил в замечательном труде: «Мекка» (Гаага, 1888—89, с атлас.). В 1888 году, по предложению правительства, предпринял путешествие с учёной целью в Нидерландскую Индию.

## Труды
- «Mekkanische Sprichwörter und Redensarten» (Гаага, 1886),
- «De beteekenis van den Islam voor zijne belijders in Oost-Indië» (Лейд., 1883),
- «Mr. L. W. C. van den Berg’s hevefening van het mehammedaansche recht» (Амстер., 1884),
- «Der Mahdi» (1885),
- «De Islam» (в «De Grids», 1886),
- «С. Landbergs Studien geprüft» (Лейд., 1887),
- «Bilder aus Mekka» (там же, 1889),
- «Studien over Atjéhsche klank-en schriftleer» (Батав., 1892),
- «De Atjèhers» (Лейд., 1894).